# Alexandra von Oldenburg

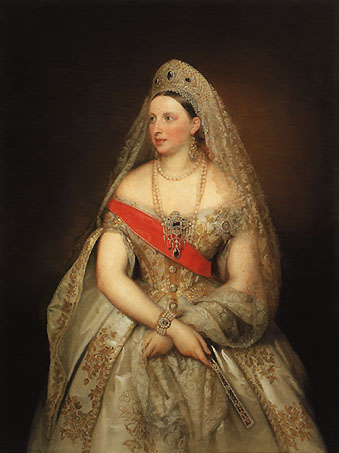
Großfürstin Alexandra Petrowna Romanowa

Alexandra von Oldenburg, vollständiger Name Alexandra Friederike Wilhelmine von Oldenburg (* 21. Maijul. / 2. Juni 1838greg. in Sankt Petersburg; † 13. Apriljul. / 26. April 1900greg. in Kiew), war eine deutsche Prinzessin aus der russischen Nebenlinie aus dem Haus der Gottorfschen Oldenburger. Durch Heirat wurde sie Großfürstin Alexandra Petrowna Romanowna und nach dem Eintritt im Kloster nahm sie den Namen Schwester Anastasia an. Wie schon ihr Vater, wuchs sie mit ihren Geschwistern als Nachkomme Zar Peter I. in St. Petersburg auf. Die Familie sah sich als russisch und wurde als Teil der kaiserlichen Familie betrachtet.

## Leben

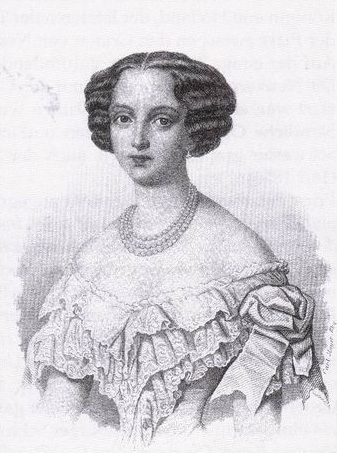
Prinzessin Alexandra von Oldenburg

Alexandra war die älteste Tochter von Herzog Peter von Oldenburg und seiner Frau Prinzessin Therese Wilhelmine von Nassau-Weilburg (1815–1871), Tochter des späteren Herzogs Wilhelm von Nassau (1792–1839) und seiner ersten Frau Prinzessin Luise von Sachsen-Hildburghausen (1794–1825). Ihre Großeltern väterlicherseits waren Prinz Georg von Oldenburg und Großfürstin Katharina Pawlowna, spätere Königin von Württemberg. Ihr Urgroßvater war Zar Paul I. von Russland. Ihr Vater diente in der russischen Armee und war Gelehrter und Philanthrop. Sie genoss eine umfangreiche Ausbildung. Ein besonderes Interesse fand sie an der Medizin und der Sozialarbeit.

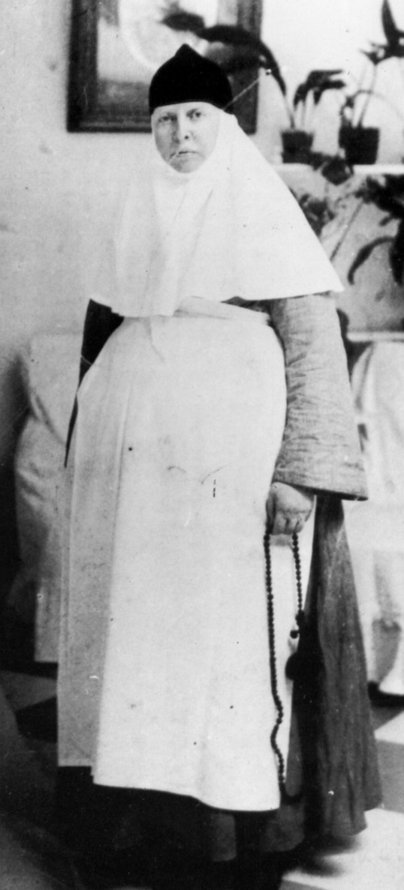
Großfürstin Alexandra als Schwester Anastasia

Durch die Verlobung 1855 mit dem dritten Sohn von Zar Nikolaus I. hatten ihre Eltern die Verbindung zum kaiserlichen Haus Romanow-Holstein-Gottorp arrangiert. Vor der Hochzeit trat Alexandra zum orthodoxen Glauben über und nannte sich von nun an Alexandra Petrowna. Am 6. Februar 1856 heiratete sie im Winterpalast den Großfürsten Nikolai Nikolajewitsch Romanow (1831–1891). Aus der Ehe gingen zwei Söhne hervor:
- Nikolai Nikolajewitsch Romanow (1856–1929)

⚭ 1907 Prinzessin Anastasia von Montenegro (1868–1935)
- Peter Nikolajewitsch Romanow (1864–1931)

⚭ 1889 Prinzessin Militza von Montenegro (1866–1951)
Ihr Interesse galt weniger dem Zarenhof, als eher ihrer Religion und der Vorliebe für die Medizin. Sie war eine begabte Malerin. Sie galt als nicht sonderlich attraktiv, jedoch als aufrichtig und natürlich, was ihr Sympathie in der Familie, besonders bei ihren Schwägerinnen, Maria Alexandrowna und Alexandra Iosifowna, einbrachte. Anfangs nahm ihr Ehemann ihre Ideen ernst und finanzierte zusammen mit ihrem Vater ein Krankenhaus in Sankt Petersburg, um dort ihre Theorien in der Praxis zu erproben. Oft arbeitete sie dort mit und gründete eine Schwesternschule. Während des Russisch-Osmanischen Krieges (1877–1878), indem sowohl ihr Mann als auch ihr Bruder Alexander teilnahmen, finanzierte sie aus privaten Geldern einen Lazarettzug.
Nach der Geburt ihres zweiten Kindes kühlten die ehelichen Beziehungen ab, und ihr Mann machte die Ballerina Jekaterina Tschislowa (1846–1889) zur Mätresse. Aus der Beziehung sollten fünf Kinder hervorgehen. Im für das Paar als Hochzeitsgeschenk errichteten Nikolai-Palast bewohnten die Eheleute verschiedene Flügel, sodass sie sich kaum noch sahen und nur noch zu offiziellen Anlässen gemeinsam erschienen. Aus Verbitterung um das Scheitern ihrer Ehe zog Alexandra Petrowna sich oft in ein Kloster bei Kiew zurück.
1880 verließ Alexandra Petrowna Sankt Petersburg und lebte zuerst im Marijinskyj-Palast in Kiew. Später zog sie sich gänzlich in das 1889 von ihr gegründete Pokrowskyj-Kloster zurück. Jedoch lehnte sie eine Scheidung ab, um die ihr Ehemann gebeten hatte. Alexandras Gesundheit war durch einen Kutschenunfall nicht sehr stabil und Nikolai hoffte nun, bald Witwer zu werden, sodass er es seinem Vater gleichtun konnte, der auch nach dem Tod seiner Frau seine Mätresse geheiratet hatte. Doch Alexandra überlebte ihren Mann und Jekaterina um einige Jahre. Als ihr Mann 1891 starb, weigerte sie sich, dessen Beerdigung zu organisieren und daran teilzunehmen. Am 3. November 1889 wurde Alexandra Petrowna Nonne und nahm den Namen Schwester Anastasia an. Sie gründete ein weiteres Krankenhaus mit einer angrenzenden Schwesternschule in Kiew. Das Verhältnis zu ihren Söhnen und beiden Schwiegertöchtern war sehr herzlich.
Am 26. April 1900 starb Schwester Anastasia an Magenkrebs und wurde im Klostergarten des Klosters in Kiew bestattet. 2009 wurde sie von der Ukrainisch-orthodoxen Kirche Kiewer Patriarchats heiliggesprochen.

## Name in verschiedenen Lebensphasen
- 1838–1856 Herzogin Alexandra von Oldenburg
- 1856–1889 Ihre Kaiserliche Hoheit Großfürstin Alexandra Petrowna Romanowa (russisch Александра Петровна Романова)
- 1889–1900 Schwester Anastasia